# Motilla del Palancar (kommunhuvudort)
Motilla del Palancar är en kommunhuvudort i Spanien.   Den ligger i provinsen Provincia de Cuenca och regionen Kastilien-La Mancha, i den centrala delen av landet, 180 km sydost om huvudstaden Madrid. Motilla del Palancar ligger 846 meter över havet och antalet invånare är 5 607.
Terrängen runt Motilla del Palancar är huvudsakligen platt, men åt nordost är den kuperad. Runt Motilla del Palancar är det ganska glesbefolkat, med 42 invånare per kvadratkilometer. Motilla del Palancar är det största samhället i trakten. Omgivningarna runt Motilla del Palancar är i huvudsak ett öppet busklandskap.